# 아와토미다역
아와토미다역(일본어: 阿波富田駅)은 일본 도쿠시마현 도쿠시마시에 위치한 시코쿠 여객철도 무기 선의 철도역이다. 역 번호는 M01이며, 단선 승강장 1면 1선의 구조를 갖춘 지상역이다.

## 이용 현황
| 연도     | 하루 평균 | 연도     | 하루 평균 |
| 1995년도 | 343       | 2003년도 | 486       |
| 1996년도 | 391       | 2004년도 | 479       |
| 1997년도 | 439       | 2005년도 | 455       |
| 1998년도 | 398       | 2006년도 | 447       |
| 1999년도 | 425       | 2007년도 | 430       |
| 2000년도 | 465       | 2008년도 | 446       |
| 2001년도 | 453       | 2009년도 | 425       |
| 2002년도 | 478       | 2010년도 | 429       |
| -------- | --------- | -------- | --------- |

## 역 주변
- 도쿠시마 현청
- 나카스 종합 수산시장
- 국도 제11호선 · 국도 제55호선
- 도쿠시마 추오공원
- 도쿠시마 현 청소년 센터
- 도쿠시마 시립 도서관
- 도쿠시마 시청

## 역사
- 1986년 11월 1일 : 개업. 당초는 연중영업의 임시역으로서의 개업이었다. 다만, 전전 현재의 위치부근에 도미다우라 역이 존재했던 곳이었기 때문에, 실질적으로 부활되었다.
- 1987년 4월 1일 : 일본국유철도 분할 민영화에 의해, 시코쿠 여객철도가 승계.
- 1996년경 : 근거리 표 판매기를 설치.

## 인접 역
| 시코쿠 여객철도 무기 선     | 시코쿠 여객철도 무기 선              | 시코쿠 여객철도 무기 선           |
| --------------------------- | ------------------------------------ | --------------------------------- |
| M 00 도쿠시마 도쿠시마 방면 | 특급 '무로토' · '홈 익스프레스 아난' | 미나미코마쓰시마 M 06 가이후 방면 |
| M 00 도쿠시마 도쿠시마 방면 | 보통                                 | 니켄야 M 02 가이후 방면           |